# 9717 Lyudvasilia
A 9717 Lyudvasilia (ideiglenes jelöléssel 1976 SR5) a Naprendszer kisbolygóövében található aszteroida. Nyikolaj Sztyepanovics Csernih fedezte fel 1976. szeptember 24-én.